# Lymantria detersa
Lymantria detersa är en fjärilsart som beskrevs av Walker 1865. Lymantria detersa ingår i släktet Lymantria och familjen tofsspinnare. Inga underarter finns listade i Catalogue of Life.